# Itasuchus
Itasuchus is een geslacht van uitgestorven Crocodylomorpha uit het Laat-Krijt van Brazilië. Fossielen van de typesoort Itasuchus jesuinoi, voor het eerst beschreven in 1955 door Llewellyn Ivor Price, zijn gevonden in de Marília-formatie (Maastrichtien) in Uberaba, Brazilië.
De geslachtsnaam komt van het Toepi ita, 'steen'. De soortaanduiding eert Jesuino Felicissimo jr., de geoloog die in 1947 erop wees dat zeer rijke fossielhoudende lagen bij Uberaba lagen.
Het is bekend van het holotype DGM-434-R, een skelet met schedel. De schedel meet zevenendertig centimeter, wat wijst op een totale lengte van ongeveer drie meter.
Carisuchus camposi Kellner, 1987 wordt wel als een Itasuchus camposi beschouwd.